# Isaac Youhanon Koottaplakil
Isaac Youhanon Koottaplakil (* 1. Juli 1930 in Pazhoor, Britisch-Indien; † 28. April 1987) war ein indischer Geistlicher und syro-malankarisch katholischer Bischof von Tiruvalla.

## Leben
Isaac Youhanon Koottaplakil besuchte die Grundschule in Mangadapally und die St. Joseph’s High School in Piravom sowie von 1947 bis 1948 das Kleine Seminar in Tiruvalla. Ab November 1948 studierte er Philosophie und Katholische Theologie am Collegio Urbano de Propaganda Fide in Rom. Am 7. Dezember 1954 empfing Koottaplakil das Sakrament der Priesterweihe für die Eparchie Tiruvalla. Nach weiterführenden Studien erwarb er 1957 am Päpstlichen Orientalischen Institut ein Lizenziat im Fach Katholische Theologie. Anschließend kehrte Koottaplakil in seine Heimat zurück, wo er als Pfarrvikar in verschiedenen Pfarreien im Norden Keralas wirkte. Dort gründete er mehrere Missionszentren.
Am 28. Oktober 1978 ernannte ihn Papst Johannes Paul II. zum Bischof von Tiruvalla. Der Erzbischof von Trivandrum, Benedict Varghese Gregorios Thangalathil OIC, spendete ihm am 28. Dezember desselben Jahres in Thirumoolapuram die Bischofsweihe; Mitkonsekratoren waren der syrisch-katholische Erzbischof von Damaskus, Eustathe Joseph Mounayer, und der Weihbischof in Trivandrum, Paulos Philoxinos Ayyamkulangara.
Koottaplakil wurde in der St. John's Cathedral in Tiruvalla beigesetzt.